# Internacional Comunista Revolucionaria
La Internacional Comunista Revolucionaria (en inglés: Revolutionary Communist International; ICR) es una internacional trotskista fundada por el teórico político sudafricano Ted Grant, que reside en Reino Unido, y sus partidarios, tras romper con el Comité por una Internacional de los Trabajadores en 1992. Posteriormente, en 2004, pasó a llamarse Tendencia Marxista Internacional (en inglés: International Marxist Tendency; TMI), antes de adoptar su nombre actual en junio de 2024. El sitio web de la organización, Marxist.com o In Defence of Marxism, está editado por Alan Woods. El sitio es multilingüe y publica artículos de actualidad internacional escritos desde una perspectiva marxista, así como muchos artículos históricos y teóricos.

## Orígenes

### La histórica tendencia Militant, la vieja internacional
La ICR surgió de militantes en el Partido Laborista británico que daban gran importancia a las tácticas defendidas por la Tercera Internacional en la década de 1920 y una renovación de las tácticas entristas defendidas por Trotski y sus seguidores en la década de 1930.

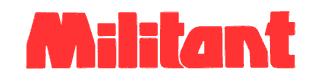
Encabezado de Militant en sus orígenes.

De acuerdo con Ted Grant, los grupos trotskistas debían trabajar en los grandes partidos y sindicatos de la clase obrera, como aplicación del método de Trotski en las difíciles condiciones impuestas para la Cuarta Internacional en la situación mundial creada tras 1945. En particular a partir de los años 50.
El entrismo defendido por Ted Grant se diferenció del entrismo profundo defendido por dirigentes de la Cuarta Internacional como Michel Pablo: los revolucionarios deben trabajar, según Grant, dentro, fuera y alrededor de las organizaciones de masas porque los trabajadores comienzan a movilizarse a través de sus organizaciones de masas tradicionales y porque fuera del movimiento obrero no hay nada. Esta premisa le diferencia de todo el resto de grupos trotskistas, que a escala mundial son considerados por ellos como degenerados en prácticas sectarias bajo la influencia de las ideas de la pequeña burguesía (guerrillerismo, nacionalismo, énfasis en los estudiantes, el Tercer Mundo o el feminismo, etc.).

### El partido laborista y la vieja internacional
En 1964, Ted Grant lanzó su nuevo periódico, Militant. La tendencia creció muy lentamente, hasta que a partir de los años 1970 se convirtió en una corriente poderosa del Partido Laborista. Ganó la mayoría en las Juventudes Socialistas, sacó el periódico con periodicidad semanal, y en los años 80 ya tenía 10 000 militantes, 200 liberados, tres diputados, decenas de concejales y la alcaldía de Liverpool.
La Tendencia Militant se convirtió, aplicando las ideas de Ted Grant y defendiendo un programa socialista en el seno del Partido Laborista, en una poderosa corriente del movimiento obrero británico. Tenía mucha influencia en numerosas agrupaciones del partido, en los sindicatos y entre la juventud. Reflejo de ello eran sus tres parlamentarios y su control del ayuntamiento de Liverpool.
Esta situación amenazaba la política de la dirección, liderada, desde 1985, por Neil Kinnock, partidario de moderar el discurso del partido y abandonar cualquier referencia a sus principios socialistas. Entre 1983 y principios de los años 90 se dirigió una campaña de expulsiones de los dirigentes, militantes y simpatizantes de Militant, azuzada por el gobierno conservador de Margaret Thatcher y los grandes medios de comunicación. En 1983, Ted Grant, junto al resto de miembros del Comité de Redacción de Militant, fueron expulsados del Partido Laborista, aunque con una fuerte oposición interna.
A finales de los 80, a pesar de las expulsiones, Militant conservaba intacta su influencia en el Partido Laborista y la mayoría de sus posiciones parlamentarias, locales y sindicales. Dirigió la lucha contra el Poll Tax (un nuevo impuesto), que desembocaría en 1990, en la dimisión de Thatcher como primera ministra.

## El Comité por una Internacional de los Trabajadores, la nueva internacional

### Expulsados deMilitant
En 1991, la mayoría de la dirección de Militant propuso lanzar un partido independiente, que sería el Partido Socialista de Inglaterra y Gales, argumentando las crecientes restricciones a la acción dentro del Partido Laborista. Esta decisión se encontró con la firme oposición de Ted Grant, que junto a Alan Woods y una minoría de la tendencia en Gran Bretaña defendió seguir trabajando en el Partido Laborista y los sindicatos. Tras el debate, la minoría, incluyendo al fundador de Militant, fue expulsada de la organización.
Cuando se producen estas expulsiones Alan Woods y Ted Grant siguen defendiendo participar en las organizaciones tradicionales. Grant argumentó que la salida del Partido Laborista arruinaría muchas décadas de trabajo paciente y mantuvo que los marxistas debían permanecer dentro del partido, creando para ellos el periódico “Socialist Appeal”.
Toda esta lucha que se produce en Militant en 1991 se reproduce a escala mundial en la Internacional que Ted Grant había fundado en 1974 juntos con otros dirigentes (el Comité por una Internacional de los Trabajadores - CIT). Aquí, sin embargo, la correlación de fuerzas es distinta y ellos son la mayoría de la dirección de la Internacional. Sin embargo, en 1992, Alan Woods y Ted Grant deciden escindirse y crean una nueva internacional.

### La nueva internacional: la Corriente Marxista Internacional (CMI)
Siguiendo las teorías de Alan Woods y Ted Grant, la nueva internacional, denominada inicialmente Comité por una Internacional Marxista, siguió una política de entrismo en el Partido Laborista británico, que mantiene hoy en día. La organización considera que es necesario difundir las ideas del marxismo dentro de las organizaciones políticas preexistentes porque permite llegar a los elementos más militantes de la clase obrera. Su postura general es que aislarse de estas organizaciones es una actitud sectaria que confina las ideas marxistas a los márgenes del movimiento.
En 2006 cambió su nombre, para adoptar el de Corriente Marxista Internacional (CMI).
Actualmente tiene grupos importantes fuera de Gran Bretaña que hacen entrismo en las organizaciones políticas y sindicales de masas tradicionales de la clase obrera, aunque este trabajo siempre lo combinan con el trabajo fuera de dichas organizaciones. 

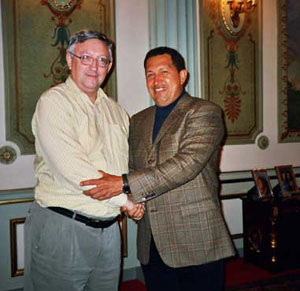
Alan Woods y Hugo Chávez reunidos en 2006.

En algunos países como Francia, Italia o España, lo hacen en los partidos comunistas o los herederos de estos. En otros como Pakistán, participan en partidos con un carácter socialdemócrata como el PPP, que dirigía Benazir Bhutto. Sin embargo, la sección estadounidense (Socialist Revolution) no persigue el entrismo en el Partido Demócrata (Estados Unidos) y, en cambio, apoya la creación de un Partido Laborista respaldado por sindicatos.
Además, en los últimos años se ha extendido por América Latina, donde tiene grupos implantados en Bolivia, El Salvador, Argentina, México y Brasil, además de contactos permanentes y discusión abierta en otros países, como Cuba, país del que defienden su antiimperialismo demostrado durante 40 años, y del que han apartado del énfasis sus críticas históricas de falta de democracia.
A finales de 2002, la CMI promovió el lanzamiento de Manos Fuera de Venezuela, una campaña de solidaridad con la Revolución Bolivariana que está activa en 30 países y ha conseguido el apoyo de numerosas organizaciones sindicales en Gran Bretaña, Canadá, Italia y otros países, siendo la organización internacional en apoyo a la revolución Bolivariana con mayor fuerza a nivel mundial. Esto ha ocasionado que otras organizaciones lancen campañas paralelas usando el mismo o parecido nombre, para hacerse pasar por MFV y beneficiarse del reconocimiento mundial que esta posee.

Lucha de Clases, organización representante de la Internacional Comunista Revolucionaria en Venezuela.

Dentro de la propia Venezuela, la ICR quiso establecerse como la corriente marxista del PSUV, el partido creado por Hugo Chávez y que ellos apoyaron sin titubeos, aunque con críticas a algunos dirigentes regionales.
Cada año todas las secciones de la ICR participan en un acontecimiento conjunto, ya sea un Congreso Mundial o una Escuela Mundial de Marxismo. La diferencia es que los congresos son para aprobar la línea política, informar sobre el progreso e implantación de la ICR en el mundo, también informes de la situación actual y planificar las futuras actividades, sobre la base de las perspectivas mundiales que elaboran su dirigentes, mientras la Escuela Mundial es aprovechada principalmente para profundizar en la teoría marxista, vinculándola a la historia del movimiento de los trabajadores y la situación real de la lucha por el socialismo mundial.
En enero de 2010 se produjo una escisión de esta internacional. Encabezada por su sección española, un grupo de esta organización abandonó sus estructuras llevándose a la mayoría de sus secciones en España y Venezuela y al grupo de Colombia. No está claro quién tuvo la mayoría en México. Los escindidos formaron un nuevo agrupamiento internacional denominado Corriente Marxista Revolucionaria. Con esta escisión, la CMI perdió también el Sindicato de Estudiantes (al que consideraba un aspecto secundario en el trabajo de la sección española) y la Fundación Federico Engels, que será sustituida por el Centro de Estudios Socialistas Carlos Marx
Unos meses más tarde, la CMI sufrió otra escisión, que le llevó a perder sus secciones en Irán y Polonia, a la mayoría de la sección sueca y a grupos minoritarios de militantes en Gran Bretaña, Alemania y Bélgica. 
En 2016, la mayor de todas las secciones, la pakistaní, abandonó la ICR. Una minoría permaneció.
En 2020, la sección venezolana Lucha de Clases fundó junto con otros partidos, movimientos, corrientes, colectivos e individualidades socialistas la Alternativa Popular Revolucionaria, una coalición política contraria a la Administración de Nicolás Maduro.

#### Características
La Corriente Marxista Internacional se adhiere al trotskismo ortodoxo, enfatizando la educación de cuadros de trabajadores y jóvenes. En particular, la organización reivindica el socialismo científico de Karl Marx como base fundamental de su teoría política y filosófica. Agrega otros autores a su corpus teórico, principalmente Lenin y Trotsky, pero también Friedrich Engels y Rosa Luxemburg.
Sus actividades también incluyen la organización de conferencias públicas o casetas de literatura marxista, y siempre con una fuerte observancia de no liquidar la organización dentro del activismo.

## Secciones de la ICR
| Sección                                   | Nombre de publicación | Sitio                           | Afiliación nacional                |
| ----------------------------------------- | --- | ------------------------------- | ---------------------------------- |
| Alemania                                  | Der Funke – Marxistische Linke Revolutionäre Kommunistische Partei                                                                       | derfunke.de                     | La Izquierda (Alemania)            |
| Argentina                                 | Revolución | argentinamilitante.org          |                                    |
| Australia                                 | Revolution Australia | revolutionaustralia.org         |                                    |
| Bélgica - Región Valona - Región Flamenca | - Révolution - Vonk | - marxiste.be - vonk.org        |                                    |
| Brasil                                    | Esquerda Marxista | marxismo.org.br                 | Partido Socialismo y Libertad      |
| Canadá - Quebec                           | Socialist Fightback - La Riposte socialiste                                                                                              | marxist.ca - marxiste.qc.ca     | - Québec solidaire                 |
| República Checa Eslovaquia                | Marxistická Alternativa | avant-garda.com                 |                                    |
| Colombia                                  | Colombia Marxista | colombiamarxista.com            |                                    |
| Dinamarca                                 | Revolutionære Socialister (RS) | revosoc.dk                      |                                    |
| El Salvador                               | Bloque Popular Juvenil | bloquepopularjuvenil.org        |                                    |
| Escocia                                   | Revolution | revolution.scot                 |                                    |
| España - Cataluña                         | Lucha de Clases - L'Octubre | luchadeclases.org               |                                    |
| Estados Unidos                            | Revolutionary Communists of America | communistusa.org                |                                    |
| Francia                                   | Révolution | marxiste.org                    | Francia Insumisa                   |
| Grecia                                    | Επανάσταση Epanástasi (Revolución) | marxismos.com                   |                                    |
| Guatemala                                 | Bloque Popular Juvenil | bloquepopularjuvenil.org        |                                    |
| Honduras                                  | Izquierda Marxista | izquierdamarxista.wordpress.com |                                    |
| Inglaterra Gales                          | Socialist Appeal | socialist.net                   | Partido Laborista (Reino Unido)    |
| Italia                                    | Sinistra Classe Rivoluzione | rivoluzione.red marxismo.net    |                                    |
| México                                    | Organización Comunista Revolucionaria | marxismo.mx                     |                                    |
| Marruecos                                 | رابطة العمل الشيوعي Rābita al-'amal al-shuyu'ī (Liga Comunista)                                                                          | marxy.com                       |                                    |
| Nueva Zelanda                             | Socialist Appeal | socialist.org.nz                |                                    |
| Países Bajos                              | Revolutie | marxisten.nl                    | ROOD                               |
| Nigeria                                   | Workers' Alternative | workersalternative.com          |                                    |
| Noruega                                   | Revolusjon | marxister.no                    |                                    |
| Macedonia del Norte                       | Нова искра (Nueva Chispa) | novaiskra.mk                    |                                    |
| Pakistán                                  | لال سلام Lal Salaam (Saludo Rojo) | marxist.pk                      |                                    |
| Polonia                                   | Czerwony front (Frente Rojo) | czerwonyfront.org               |                                    |
| Portugal                                  | Colectivo Marxista | colectivomarxista.org           |                                    |
| Rusia                                     | Организация Коммунистов Интернационалистов Organizatsiya Kommunistov Internatsionalistov (Organización de Internacionalistas Comunistas) | 1917.com marxist.news/          |                                    |
| Serbia Bosnia y Herzegovina               | Crvena Kritika Црвена Критика (crítica roja)                                                                                             | crvenakritika.org               |                                    |
| Sudáfrica                                 | Revolution | marxist.co.za                   |                                    |
| Suecia                                    | Revolution | marxist.se                      | Partido de la Izquierda            |
| Suiza                                     | En Suiza alemana: Der Funke (La Chispa) En Romandía: L'étincelle                                                                         | derfunke.ch                     | Young Socialists Switzerland       |
| República de China                        | 火花 Huǒhuā (La Chispa) | marxist.tw                      |                                    |
| Ucrania                                   | Коммуна Kommuna | marxistua.com                   |                                    |
| Venezuela                                 | Lucha de Clases | luchadeclases.org.ve            | Alternativa Popular Revolucionaria |